# روب رانكين
روب رانكين (بالإنجليزية: Rob Rankin)‏ هو لاعب هوكي الجليد أمريكي، ولد في 27 أبريل 1982 في إيجان في الولايات المتحدة.

## وصلات خارجية
- روب رانكين على موقع دوري الهوكي الوطني (الإنجليزية)
- روب رانكين على موقع EliteProspects.com (الإنجليزية)
- روب رانكين على موقع HockeyDB.com (الإنجليزية)